# ヘイデル龍生
ヘイデル 龍生（ヘイデル たつお、1964年 4月29日 - ）は、日本の俳優。身長175cm。体重66kg。
千葉県出身。T 1project所属。以前は秘法零番館希楽星に所属していた。

## 出演

### 映画
- バカブロッサム!馬鹿風呂（2003年） - スルメが好きな漁師
- COSMIC RESCUE（2003年）
- 疾走（2005年）
- 告白（2010年） - 学年主任
- シャッター(2009)20世紀Foxハリウッド制作
- ハナミズキ（2010年） - 外資系企業建設官
- 麒麟の翼 〜劇場版・新参者〜（2012年） - 記者
- アウトレイジ ビヨンド（2012年）
- キオリ  (2016年)
- 松本商店街物語  (2016年)
- 耳かきランデブー (2017年)
- 桃源郷的娘 (2022年) - 下条拓馬

### テレビドラマ
- 金曜プレミアム赤い霊柩車シリーズ「惻隠の誤算」
- 愛のソレア
- 安楽椅子探偵
  - 安楽椅子探偵と笛吹家の一族
  - 安楽椅子探偵とUFOの夜
- いい女（坂本）
- 運命の人
- 黄金の豚-会計検査庁 特別調査課-（記者）
- オウムVS警察…史上最大の作戦!完全再現-地下鉄サリン事件…
- おトメさん
- 隠密八百八町（町人）
- がきんちょ〜リターン・キッズ〜（消防団の男）
- 北アルプス山岳救助隊・紫門一鬼1  藤崎健一役
- キルトの家（修理工）
- 刑事一代 平塚八兵衛の昭和事件史
- 汚れた舌
- 激流〜私を憶えていますか?〜
- 恋人たちの記憶（警官）
- コード・ブルー -ドクターヘリ緊急救命- 2nd season（親族）
- こころ
- こちら第三社会部
- 再会〜横田めぐみさんの願い〜
- サトラレ
- サラリーマン金太郎
- 7人の女弁護士 第1シリーズ
- 指紋捜査官・塚原宇平の神業3 指紋は語る（高木）
- 祝女〜アタシできるもん（野次馬）
- 真実の手記 BC級戦犯 加藤哲太郎「私は貝になりたい」（看守）
- 新撰組!
- 水曜ミステリー9 小杉健治サスペンス 偽証法廷〜信じた友は連続殺人犯!? 刑事が踏み越えた許されざる一線! 守るべきものは正義か? それとも…（小川刑事）
- ストレートニュース
- 銭華2 DX豪華版（内山）
- TEAM special
- 津軽海峡に消えた女
- 鉄道捜査官
- 特命係長 只野仁2 スペシャル
- 利家とまつ〜加賀百万石物語〜
- 十津川警部シリーズ2 日本一周『旅号』殺人事件
- 浪花少年探偵団
- 人間の証明
- 眠れぬ夜を抱いて
- バカラ 疑惑のIT株長者に賭けた女
- ハゲタカ（プロデューサー）
- ビギナー（警官）
- ビッグマネー!〜浮世の沙汰は株しだい〜
- フレーフレー人生!
- 弁護士・高見沢響子11
- 弁護士・森江春策の事件1 裁判員法廷〜真犯人は誰だ!? 容疑者5人に殺人動機あり!!（相沢克巳）
- 僕の歩く道（中年男）
- BOSS 2ndシーズン（鑑識）
- マイ☆スイートホーム〜夢野大吉・夢を売ります〜（医者）
- Mother（記者）
- ミステリーな夜 綾辻行人・有栖川有栖からの挑戦状5
- モリのアサガオ（中学校教師）
- やまない雨はない（ディレクター）
- 湯けむりドクター華岡万里子の温泉事件簿4（川嶋省吾）
- 夢みる葡萄 〜本を読む女〜
- 八日目の蝉（タクシーの運転手）
- ラストメール2〜いちじく白書〜（ディレクター）
- リセット〜本当のしあわせの見つけ方〜
- リミット
- ロス:タイム:ライフ

### テレビ 再現VTR
- 超入門!落語 THE MOVIE
- 日立 世界・ふしぎ発見!
- 行列のできる法律相談所
- 踊る!さんま御殿!!
- 奇跡体験!アンビリバボー
- 池上彰テレビ未来遺産
- トリハダ（秘）スクープ映像100科ジテン
- 世界を魅了する日本代表!カミワザJAPAN
- 日本人の3割しか知らないこと くりぃむしちゅーのハナタカ!優越館
- 本当は怖い家庭の医学「本当は怖いイライラ～痛みなき進行～」 - 根本良一 役

### Vシネマ
- JINGI 仁義

### PV
- AMEMIYA「冷やし中華はじめました」（2011年） - ラーメン屋の主人
- TAMIYAミニ四駆ショートフィルム 「The Racer」TAMIYA Mini 4WD Short film（2016年） - 父親

### 舞台
- 贋金作りの日記
- ひまわり
- 百頭女
- 酔・待・草
- 夜空の口紅
- 恋愛日記
- レディオドラマ(作・演出)坂上忍
- レッドカードファミリー(作・演出)坂上忍
- 893ハチキューサン(作・演出)坂上忍
- レッドカードファミリーリターン(作・演出)坂上忍

### CM
- アデランス
- サントリー
- ヤンセンファーマ
- 積水ハウス
- ショップジャパン 「スベール セラミックフライパン セラフィット」CM (2015)
- ヱビスビールwebコマーシャル「父の本音、娘の本音編」(2015)
- ヱビスビール「娘の帰省編」(2016)
- ガンホー侍ジャパン応援CM プレミア12 (2015)
- SONY PlayStation Vita クリスマスキャンペーンCM「子ども警官編」(2015)
- 銀のさら CM 「同じくらい編」「参ったなあ編」 (2012)
- エディオン家電CM「スマホ買い換え隊編」(2016)
- ヱビスビールweb cm「ありがとう」(2017)
- 黒霧島(2017)
- LINE music(2018)
- アンコンサルティング(2020)
- Adobe(2021)
- ネクスコ中日本(2021)